# Robert Pizani
Robert André Louis Pizany dit Robert Pizani, né à Paris 3e le 26 avril 1896 et mort à Paris 8e le 17 juin 1965, est un acteur de théâtre et de cinéma français.

## Biographie
Pendant longtemps membre de la troupe de l'Odéon, Robert Pizani interprète le répertoire classique. Il sait aussi chanter et danser et, en 1934, il remporte un grand succès dans l'opérette Le Passage des princes ayant pour thème la vie de la cantatrice Hortense Schneider, où il joue le rôle de Jacques Offenbach. Il avait déjà interprété ce personnage dans une revue de Sacha Guitry, Revue de Printemps.
Au cinéma, il apparaît à partir de 1924 dans près de 90 films (longs et courts métrages) et joue son dernier rôle en 1961 dans Le Capitaine Fracasse de Pierre Gaspard-Huit.
Le 10 avril 1920, à la Mairie du 10ème arrondissement de Paris, Robert Pizani s'est marié à l'actrice et chanteuse Suzanne Dehelly
Le 12 novembre 1954, à la Mairie du 8ème arrondissement de Paris, Robert Pizani s'est marié à Marie Micheline Bescou.

## Filmographie

### Années 1920
- 1924 : Un gentleman neurasthénique d'Henri Brasier et Émile Poncet
- 1926 : La Grande Amie de Max de Rieux
- 1929 : J'ai l'noir ou le Suicide de Dranem de Max de Rieux

### Années 1930
- 1931 :
  - Azaïs de René Hervil
  - Une nuit au paradis de Karel Lamač et Pierre Billon
  - La Chauve-souris de Karel Lamač et Pierre Billon
  - Ma tante d'Honfleur de Maurice Diamant-Berger
  - Le Petit Écart de Reinhold Schünzel et Henri Chomette
- 1932 : 
  - Les Amours de Pergolèse de Guido Brignone
  - Arrêtez-moi de Carlo Felice Tavano (court métrage)
  - Une petite bonne sérieuse de Richard Weisbach et Marguerite Viel
  - 1932 : Le Supplice de Tantale, moyen métrage, également réalisation
- 1933 : 
  - Je vous aimerai toujours (T'amero sempre) de Mario Camerini
  - Paris music-hall de Kurt Gerron (court métrage)
  - Miss Helyett de Hubert Bourlon et Jean Kemm
  - L'Héritier du Bal Tabarin de Jean Kemm
  - Une fois dans la vie de Max de Vaucorbeil
- 1934 :
  - L'Auberge du petit dragon de Jean de Limur
  - Le Billet de mille de Marc Didier
  - Les Hommes de la côte d'André Pellenc
  - Un tour de cochon de Joseph Tzipine
  - Le Malade imaginaire de Jaquelux et Marc Merenda (court métrage)
  - Prince de minuit de René Guissart
- 1935 :
  - La Figurante de Carlo Felice Tavano (court métrage)
  - Son Excellence Antonin de Charles-Félix Tavano
- 1936 :
  - Rigolboche de Christian-Jaque
  - La Pocharde de Jean Kemm et Jean-Louis Bouquet
  - La Reine des resquilleuses de Max Glass et Marco de Gastyne
  - Les Petites Alliées de Jean Dréville
  - La Loupiote de Jean Kemm  et Jean-Louis Bouquet
  - L'Homme du jour de Julien Duvivier
  - Coup de vent de Jean Dréville et Giovacchino Forzano
- 1937 : 
  - L'amour veille de Henry Roussel
  - Les Perles de la couronne de Sacha Guitry et Christian-Jaque
- 1938 :
  - Hercule d'Alexander Esway et Carlo Rim
  - Monsieur Coccinelle de Dominique Bernard-Deschamps
  - Alerte en Méditerranée de Léo Joannon : le médecin du port
  - Entrée des artistes de Marc Allégret
  - Café de Paris d'Yves Mirande et Georges Lacombe
  - Remontons les Champs-Élysées de Sacha Guitry
  - La Belle Revanche de Paul Mesnier
  - Cocktail (court métrage)
- 1939 :
  - Face au destin de Henri Fescourt
  - Jeunes Filles en détresse de Georg Wilhelm Pabst : Monsieur Tarrand
  - Entente cordiale de Marcel L'Herbier
  - La Boutique aux illusions de Jacques Séverac
  - Angélica de Jean Choux
  - Descendons l'avenue de la Grande Armée de Max Joly (court métrage)

### Années 1940
- 1940 : Le Président Haudecœur de Jean Dréville
- 1940 : Paradis perdu d'Abel Gance
- 1943 : Coup de tête de René Le Hénaff
- 1943 : Béatrice devant le désir de Jean de Marguenat
- 1944 : Les Petites du quai aux fleurs, de Marc Allégret : un médecin
- 1945 : La Boîte aux rêves d'Yves Allégret et Jean Choux
- 1946 : Quartier chinois de René Sti
- 1946 : Le silence est d'or de René Clair
- 1947 : Mandrin de René Jayet
- 1947 : L'Éventail d'Emil-Edwin Reinert : le consul Alvaro Gomez
- 1947 : Une grande fille toute simple de Jacques Manuel
- 1947 : Le Dolmen tragique de Léon Mathot
- 1948 : L'Armoire volante de Carlo Rim
- 1948 : La Femme que j'ai assassinée de Jacques Daniel-Norman
- 1949 : Prélude à la gloire de Georges Lacombe
- 1949 : Drame au vel'd'hiv de Maurice Cam
- 1949 : Tête blonde de Maurice Cam

### Années 1950
- 1950 : Rome-Express de Christian Stengel
- 1951 : Le Plus Joli Péché du monde de Gilles Grangier
- 1951 : Une fille sur la route de Jean Stelli
- 1952 : La Danseuse nue de Pierre Louis
- 1953 : Boum sur Paris de Maurice de Canonge : lui-même
- 1953 : Les Révoltés de Lomanach de Richard Pottier
- 1954 : J'y suis, j'y reste de Maurice Labro
- 1955 : Voici le temps des assassins de Julien Duvivier
- 1956 : Les carottes sont cuites de Robert Vernay
- 1956 : Le Couturier de ces dames de Jean Boyer
- 1956 : Honoré de Marseille de Maurice Regamey
- 1956 : C'est arrivé à Aden de Michel Boisrond
- 1956 : Paris, Palace Hôtel d'Henri Verneuil
- 1957 : Folies-Bergère d'Henri Decoin
- 1957 : Sénéchal le magnifique de Jean Boyer
- 1957 : Une Parisienne de Michel Boisrond
- 1957 : Premier mai de Luis Saslavsky
- 1958 : La violetera de Luis César Amadori

### Années 1960
- 1960 : Boulevard de Julien Duvivier
- 1961 : Le Petit Garçon de l'ascenseur de Pierre Granier-Deferre
- 1961 : Le Capitaine Fracasse de Pierre Gaspard-Huit

## Théâtre
- 1947 : Et vive la liberté de Jean de Létraz, mise en scène de l'auteur, Théâtre des Variétés
- 1950 : "J'y suis, j'y reste de Raymond Vincy et Jean Valmy, mise en scène de Jacques Baumer, Théâtre du Gymnase
- 1954 : Namouna de Jacques Deval, mise en scène de l'auteur, Théâtre de Paris
- 1955 : Les Trois messieurs de Bois-Guillaume de Louis Verneuil, mise en scène Christian-Gérard, Théâtre des Variétés
- 1957 : Ne quittez pas... de Marc-Gilbert Sauvajon et Guy Bolton, mise en scène Marc-Gilbert Sauvajon,  Théâtre des Nouveautés